# غلام (فیلم ۱۹۹۸)
«غُلام (برده)» (انگلیسی: Ghulam) یک فیلم هندی درژانر اکشن و جنایی است که در سال ۱۹۹۸ منتشر شد. از بازیگران آن می‌توان به عامر خان و رانی موکرجی اشاره کرد. طرح اصلی داستان از فیلم در بارانداز محصول سال ۱۹۵۴ الهام گرفته شده است.